# هيكتور رويدا هرنانديز
هيكتور رويدا هرنانديز (بالإسبانية: Héctor Rueda Hernández)‏ هو كاهن كاثوليكي كولومبي، ولد في 9 نوفمبر 1920 في Mogotes ‏ في كولومبيا، وتوفي في 1 نوفمبر 2011 في بوكارامانغا في كولومبيا.